# Niefiedowo (rejon wołogodzki)
Niefiedowo (ros. Нефедово) – wieś w Rosji, w rejonie wołogodzkim obwodu wołogodzkiego. W 2010 r. liczyła 250 mieszkańców.